# Sphegocephala umbrina
Sphegocephala umbrina är en biart som beskrevs av Raymond Benoist 1962. Sphegocephala umbrina ingår i släktet Sphegocephala och familjen vägbin. Inga underarter finns listade i Catalogue of Life.